# Bernhard Egli
Bernhard Egli (1951 ) es un botánico, ecólogo, y profesor alemán, desarrollando tareas académicas en la Universidad de Bayreuth. Realiza actividades académicas en cultivos perennes, Flora y Vegetación de Europa, cartografía de la flora del noreste de Baviera, y gestión de ecosistemas, y es director académico de Ecología Vegetal.

## Algunas publicaciones
Kozlowski, G., Frey, D., Fazan, L, Egli, B., et al.	2012: Tertiary relict tree Zelkova abelicea (Ulmaceae): distribution, population structure and conservation status. ORYX.
Sondergaard, P.& B.R. Egli,	2006: Zelkova abelicea in Crete: Floristics, propagation, ecology and threats. Willdenowia Festschrift 2006

Egli, B.R., J. Bloesch, E. Jordanov & L. Hauser 2003: Water quality of Bregalnica River, Macedonia. Makedonski Vodi XI, 34: 30-36 (Macedonian and English).

### Libros
- b.r. Egli, et al. 2006. Naturschutzgebiete im Schaffhauser Randen. Neujahrsblatt Naturforschende Gesellschaft Schaffhausen 58: 111 pp.
- La abreviatura «Egli» se emplea para indicar a Bernhard Egli como autoridad en la descripción y clasificación científica de los vegetales.[3]